# 钾盐镁矾
钾盐美矾（Kainite）是一种蒸发岩矿物，化学式为(KMg(SO4)Cl·3H2O)。根据尼克尔-斯特伦茨分类，它属于带有附加H2O阴离子的“硫酸盐”（硒酸盐等）类，一种水合硫酸钾镁氯化物，天然存在于不规则颗粒团块中，或作为晶体层存在于空腔、裂缝中。该矿物暗淡而质软，色泽呈白、黄、灰、红、或蓝到紫色，单斜晶系晶体。其名称来源于希腊语"καινος" [kainos] （意为“(迄今)未知”），因为它第一种发现的同时含有硫酸盐和氯化物阴离子的矿物。

## 性质
钾盐美矾味苦，易溶于水。重结晶时，溶液中沉积出软钾镁矾。

## 成因与出现
1865年，在现今的德国萨克森-安哈尔特施塔斯富特盐矿，矿务官员舍恩（Schöne）首次发现了钾盐美矾，并由卡尔·弗里德里希·雅各布·津肯对它作了记录。
钾盐美矾是一种典型的次生矿物，通过碳酸钾海洋沉积物中的变质作用形成，也偶尔形成于火山蒸汽的再升华过程，它通常伴生于硬石膏、光卤石、石盐和硫镁矾。

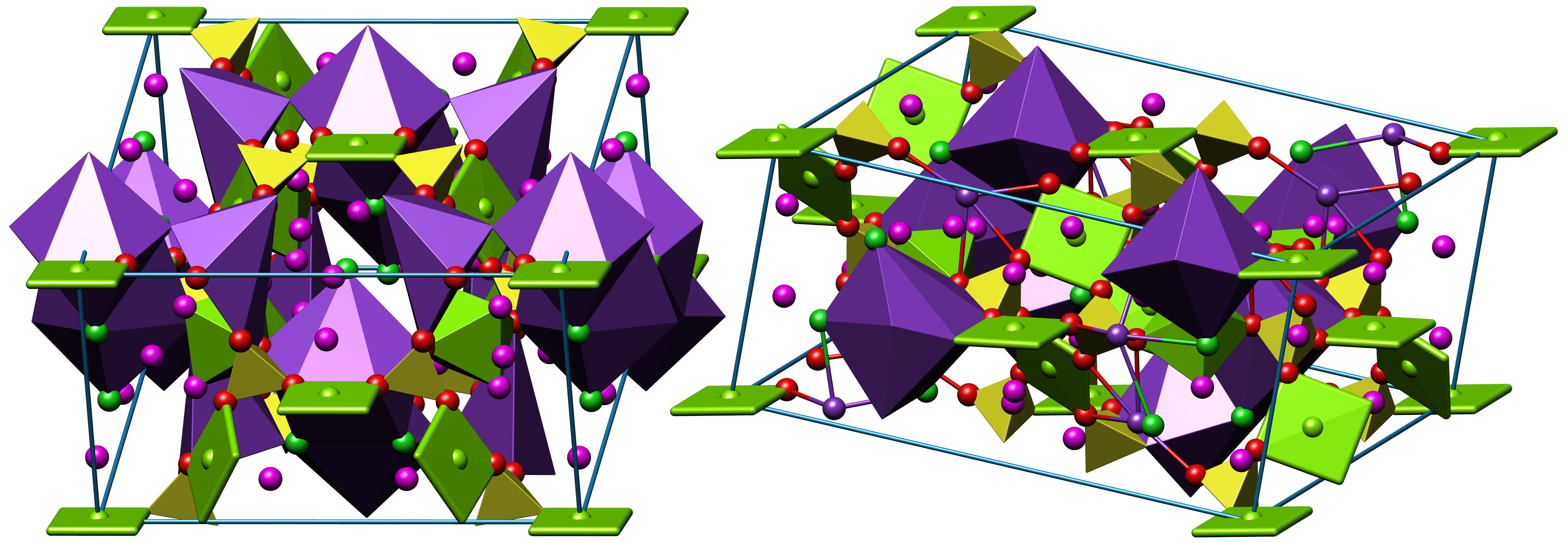
钾盐美矾的晶体结构

只在为数不多的地方发现有钾盐美矾，其中包括德国中部和北部、奥地利巴特伊施尔、西西里岛帕斯奎西亚（Pasquasia）和英国惠特比的盐矿，新墨西哥州卡尔斯巴德钾盐区、堪察加半岛和冰岛火山沉积物以及中国西部盐湖。在火星的古瑟夫撞击坑中也发现了钾盐美矾。

## 用途
钾盐美矾作为钾和镁化合物原料，可用于制作肥料和粗粒盐。 